# Onychelus hospes
Onychelus hospes är en mångfotingart som beskrevs av Cook 1911. Onychelus hospes ingår i släktet Onychelus och familjen Atopetholidae. Inga underarter finns listade i Catalogue of Life.